# Kecamatan Tambun
Kecamatan Tambun är ett distrikt i Indonesien.   Det ligger i provinsen Jawa Barat, i den västra delen av landet, 23 km öster om huvudstaden Jakarta.